# Orcières

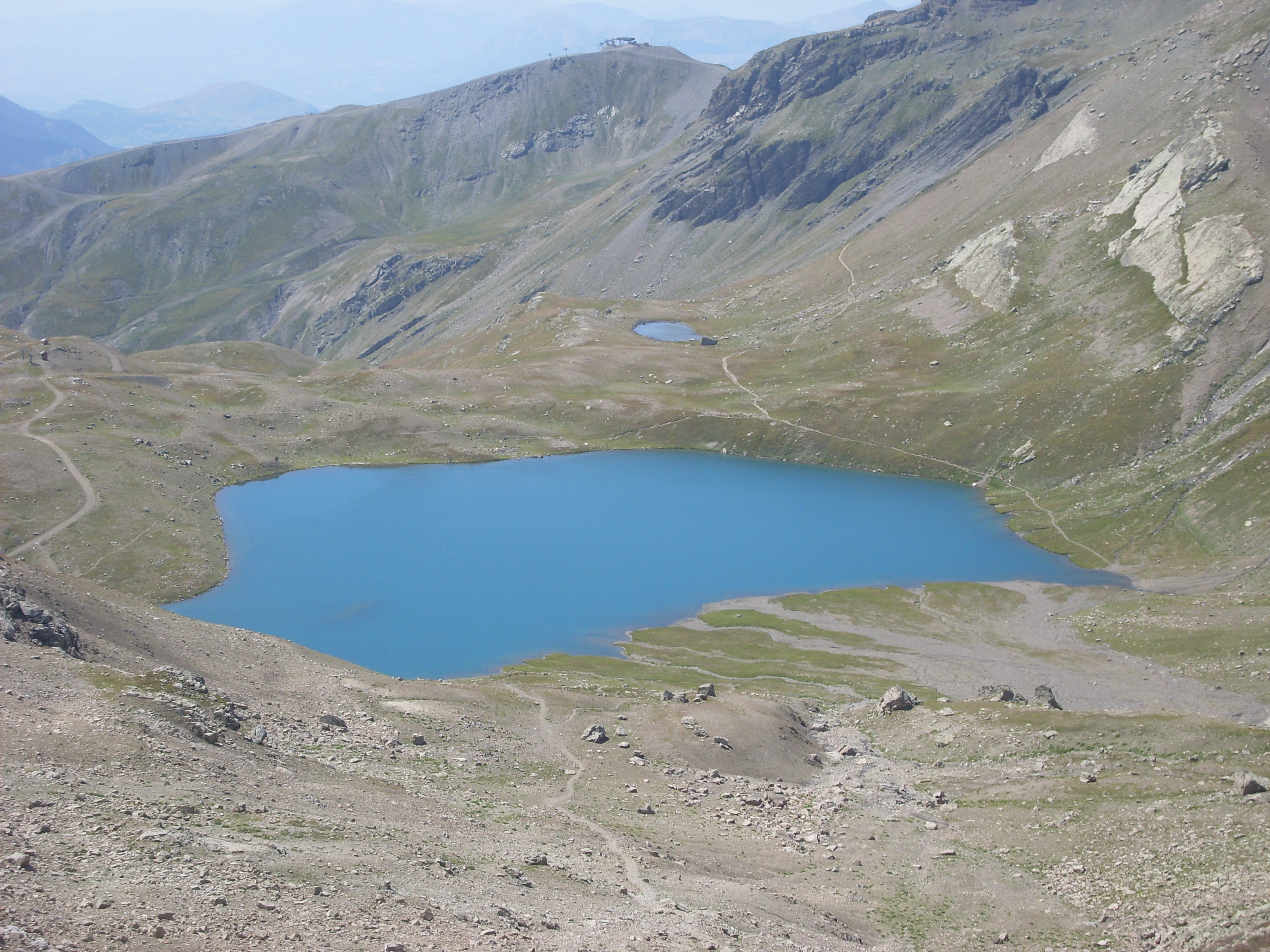

Orcières är en kommun i departementet Hautes-Alpes i regionen Provence-Alpes-Côte d'Azur i sydöstra Frankrike. Kommunen ligger  i kantonen Orcières som ligger i arrondissementet Gap. År 2022 hade Orcières 660 invånare.

## Befolkningsutveckling
Antalet invånare i kommunen Orcières
Referens:INSEE